# Mortal Kombat: Onslaught
Mortal Kombat: Onslaught fue un videojuego de rol desarrollado por NetherRealm Studios. Fue lanzado el 17 de octubre del 2023 para Android e iOS. Forma parte de la serie Mortal Kombat. El juego combina la jugabilidad de combate con una historia cinematográfica completa, recordando los juegos free-to-play móviles multiplayer online battle arena y comenzó las pruebas de ubicación el 31 de octubre de 2022.
El desarrollador Ed Boon declaró sobre el desarrollo del juego: "Estamos ampliando los límites de Mortal Kombat para permitir a los jugadores experimentar la franquicia de nuevas formas, sin dejar de ser fieles a su naturaleza visceral central. Con Mortal Kombat: Onslaught, reinventamos Mortal Kombat en un RPG de colección basado en equipos estratégicos con combates cuerpo a cuerpo grupales de ritmo rápido que tanto los fanáticos nuevos como los existentes pueden disfrutar".

## Cierre
El juego se cerró el 21 de octubre de 2024, como se había anunciado en julio tras el cierre informado de la división móvil de la compañía.